# モンテカステッロ
モンテカステッロ（伊: Montecastello）は、イタリア共和国ピエモンテ州アレッサンドリア県にある、人口約300人の基礎自治体（コムーネ）。

## 地理

### 位置・広がり
| 隣接するコムーネは以下の通り。 - アレッサンドリア - アッルヴィオーニ・ピオーヴェラ - バッシニャーナ - ペチェット・ディ・ヴァレンツァ - ピエトラ・マラッツィ - リヴァローネ |

### 地震分類
イタリアの地震リスク階級 (it) では、3 に分類される
。